# Live au Mandala
Albums de Art Mengo
La mer n'existe pas Croire qu'un jour…
Live au Mandala est le premier album live d'Art Mengo. Il est issu d'un concert enregistré au Mandala à Toulouse en janvier 1997. Art Mengo était entouré des musiciens suivants :
Pascal Rollando (drums, percussions), Jean-Luc Nemours (guitares, choeurs), Jo Maonda (violon, saxophone, trompette, flûte), Akim Bournane (basse, contrebasse), Art Mengo (piano, claviers, guitare).

## Titres
1. Gino
2. Mon voisin
3. L'amour codé
4. Pendant que je cherchais
5. Nous nous désaimerons
6. Les parfums de sa vie (je l'ai tant aimée)
7. Je suis incendie
8. Laisse-moi partir
9. La mer n'existe pas
10. La bure
11. Ma tombe
12. Magdeleine
13. Parler d'amour